# Elliptorhina javanica
Az Elliptorhina javanica a rovarok (Insecta) osztályába, csótányok (Blattodea) rendjébe és a Blaberidae családba tartozó faj. Elterjedt hobbi-, illetve terráriumi takarmányállat.
Madagaszkár déli részén honos. Tudományos nevének „javanica” tagja nem elterjedésére utal.

## Megjelenése
Nagy méretű csótányfaj, a kifejlett egyedek testhossza elérheti a 4,5-6 cm-t. Mindkét ivar szárnyatlan, a hímek a hiányzó szárnyak evolúciós maradványaként az előtoron (prothorax) két kinövést, „bütyköt” viselnek. Az imágók színezete jellegzetes csíkozott, mely annak köszönhető, hogy a potrohszelvények cranialis része világos sárga színezetű, ami a szelvény caudalis vége felé haladva fokozatosan feketébe megy át. A hátlemezeken finom, ritkás pontozottság figyelhető meg.
A fiatal nimfák egyöntetű sötét színűek, a csíkozottság a kifejlés során fokozatosan alakul ki.

## Életmódja
A csótányok többségéhez hasonlóan mindenevők és éjszakai életmódot folytatnak. Egy csoporton belül a hímek erős rivalizációja figyelhető meg, olykor harcokra is sor kerülhet, ekkor bütykeikkel kosok módjára lökdösik egymást, közben sziszegő hangot hallatnak. Hasonló stridulációs hangot adnak, amikor veszélyben érzik magukat.

### Szaporodás
Álelevenszülő, a peték már az anya szervezetében kikelnek, 15-35 mozgásképes nimfát hoz a világra a párzás után hőmérséklettől függően 3-4 hónappal. Hosszú életű faj, megfelelő körülmények között az egyedek 2-3 évig is élhetnek.

## Tartása
Nem tartozik a nehezen tartható fajok közé. Megfelelően magas hőmérséklet és páratartalom esetén könnyedén tenyészthető, bár szaporodása nem gyors. Tápláléknak (friss) zöldségeket, gyümölcsöket és állati fehérjét szükséges biztosítani a számára, de szükség esetén szaprofita lévén sokféle bomló szerves anyagot képes felhasználni (pl. korhadó avar).
Viszonylag vékony kutikulája és lassú mozgása miatt ideális takarmányállat nagyobb gyíkok, madárpókok, skorpiók és egyéb terráriumi állatok részére.